# Dunkerton
Dunkerton é uma cidade localizada no estado americano de Iowa, no Condado de Black Hawk.

## Demografia
Segundo o censo americano de 2000, a sua população era de 749 habitantes.
Em 2006, foi estimada uma população de 782, um aumento de 33 (4.4%).

## Geografia
De acordo com o United States Census Bureau tem uma área de
2,4 km², dos quais 2,4 km² cobertos por terra e 0,0 km² cobertos por água. Dunkerton localiza-se a aproximadamente 291 m acima do nível do mar.

## Localidades na vizinhança
O diagrama seguinte representa as localidades num raio de 16 km ao redor de Dunkerton.